# 쿠웨이트 항공의 운항 노선
2017년 4월 기준, 쿠웨이트 항공은 다음과 같은 노선을 운항하고 있다.

## 운항 노선

### 아시아

#### 동남아시아
- 말레이시아
  - 쿠알라룸푸르 - 쿠알라룸푸르 국제공항 - (2025년 3월 30일 재취항)[2]
- 태국
  - 방콕 - 수완나품 국제공항
- 필리핀
  - 마닐라 - 니노이 아키노 국제공항

#### 남아시아
- 방글라데시
  - 다카 - 샤잘랄 국제공항
- 스리랑카
  - 콜롬보 - 반디라나이케 국제공항
- 인도
  - 델리 - 인디라 간디 국제공항
  - 고치 - 코친 국제공항
  - 뭄바이 - 차트라파티 시바지 국제공항
  - 벵갈로르 - 벵갈루루 국제공항
  - 아마다바드 - 사다르 발라바이 파텔 국제공항
  - 첸나이 - 첸나이 국제공항
  - 트리반드룸 - 트리반드룸 국제공항

#### 서남아시아
- 레바논
  - 베이루트 - 베이루트 라픽 국제공항
- 바레인
  - 마나마 - 바레인 국제공항
- 사우디아라비아
  - 리야드 - 킹 칼리드 국제공항
  - 담맘 - 킹 파드 국제공항
  - 메디나 - 프린스 모하메드 빈 압둘아지즈 국제공항
  - 제다 - 킹 압둘아지즈 국제공항
- 아랍에미리트
  - 아부다비 - 아부다비 국제공항
  - 두바이 - 두바이 국제공항
- 오만
  - 무스카트 - 무스카트 국제공항
- 요르단
  - 암만 - 퀸 알리아 국제공항
- 이란
  - 테헤란 - 테헤란 이맘 호메이니 국제공항
  - 마슈하드 - 마슈하드 국제공항
- 카타르
  - 도하 - 하마드 국제공항
- 쿠웨이트
  - 쿠웨이트 시티 - 쿠웨이트 국제공항 허브
- 파키스탄
  - 이슬라마바드 - 뉴이슬라마바드 국제공항
  - 라호르 - 알라마 이크발 국제공항

#### 중앙아시아
- 조지아
  - 트빌리시 - 트빌리시 국제공항 계절편

### 아프리카
- 이집트
  - 카이로 - 카이로 국제공항
  - 샤름엘셰이크 - 샤름엘셰이크 국제공항 계절편
  - 소하그 - 소하그 국제공항
  - 알렉산드리아 - 보르그엘아랍 국제공항

### 유럽

#### 서유럽
- 프랑스
  - 파리 - 파리 샤를 드 골 국제공항
  - 니스 - 니스 코트다쥐르 공항
- 독일
  - 뮌헨 - 뮌헨 국제공항
  - 프랑크푸르트 - 프랑크푸르트 국제공항

#### 중유럽
- 스위스
  - 제네바 - 제네바 국제공항
- 오스트리아
  - 빈 - 빈 국제공항 계절편

#### 남유럽
- 스페인
  - 말라가 - 말라가 공항 계절편
- 이탈리아
  - 로마 - 레오나르도 다 빈치 국제공항
  - 밀라노 - 밀라노 말펜사 국제공항
- 키프로스
  - 라르나카 - 라르나카 국제공항
- 튀르키예
  - 이스탄불 - 이스탄불 공항
  - 트라브존 - 트라브존 공항 계절편

### 아메리카

#### 북아메리카
- 미국
  - 뉴욕 - 존 F. 케네디 국제공항

## 단항 노선

### 아시아

#### 동아시아
- 대한민국
  - 서울 - 인천국제공항
- 일본
  - 도쿄 - 나리타 국제공항

#### 동남아시아
- 싱가포르
  - 싱가포르 - 싱가포르 창이 국제공항
- 인도네시아
  - 자카르타 - 수카르노 하타 국제공항

#### 남아시아
- 방글라데시
  - 치타공 - 샤아마나트 국제공항
- 인도
  - 벵갈루루 - 벵갈로르 국제공항
  - 콜카타 - 네타지수바시 찬드라 보스 국제공항
  - 하이데라바드 - 라지브 간디 국제공항

#### 서남아시아
- 시리아
  - 다마스쿠스 - 다마스쿠스 국제공항
- 아랍에미리트
  - 라스알카이마 - 라스알카이마 국제공항
  - 샤르자 - 샤르자 국제공항
- 이라크
  - 바그다드 - 바그다드 국제공항
  - 나자프 - 알 나자프 국제공항
- 이란
  - 쉬라즈 - 쉬라즈 국제공항
  - 아바단 - 아바단 국제공항
  - 이스파한 - 이스파한 국제공항
- 예멘
  - 사나 - 사나 국제공항
  - 아덴 - 아덴 국제공항
- 파키스탄
  - 이슬라마바드 - 베나지르 부토 국제공항
  - 카라치 - 진나 국제공항
- 팔레스타인
  - 동예루살렘 - 예루살렘 공항

### 아프리카

#### 북아프리카
- 모로코
  - 카사블랑카 - 모하메드 V 국제공항
- 이집트
  - 룩소르 - 룩소르 국제공항

#### 남아프리카
- 수단
  - 하르툼 - 하르툼 국제공항

### 유럽

#### 서유럽
- 영국
  - 런던 - 런던 히드로 국제공항
- 네덜란드
  - 암스테르담 - 암스테르담 스키폴 국제공항

#### 중유럽
- 스위스
  - 취리히 - 취리히 국제공항

#### 남유럽
- 그리스
  - 아테네 - 아테네 국제공항
- 보스니아 헤르체고비나
  - 사라예보 - 사라예보 국제공항
- 스페인
  - 마드리드 - 마드리드 바하라스 국제공항

#### 동유럽
- 불가리아
  - 바르나 - 바르나 공항
- 체코
  - 프라하 - 프라하 바츨라프 하벨 국제공항

#### 북유럽
- 덴마크
  - 코펜하겐 - 코펜하겐 카스트럽 국제공항

### 아메리카

#### 북아메리카
- 미국
  - 시카고 - 시카고 오헤어 국제공항